# دنیس اسپیتسوف
دنیس اسپیتسوف (روسی: Денис Сергеевич Спицов؛ زادهٔ ۱۶ اوت ۱۹۹۶) اسکی‌باز صحرانوردی اهل روسیه است.
وی همچنین برندهٔ جوایزی همچون نشان دوستی شده‌است.